# Direklerarası

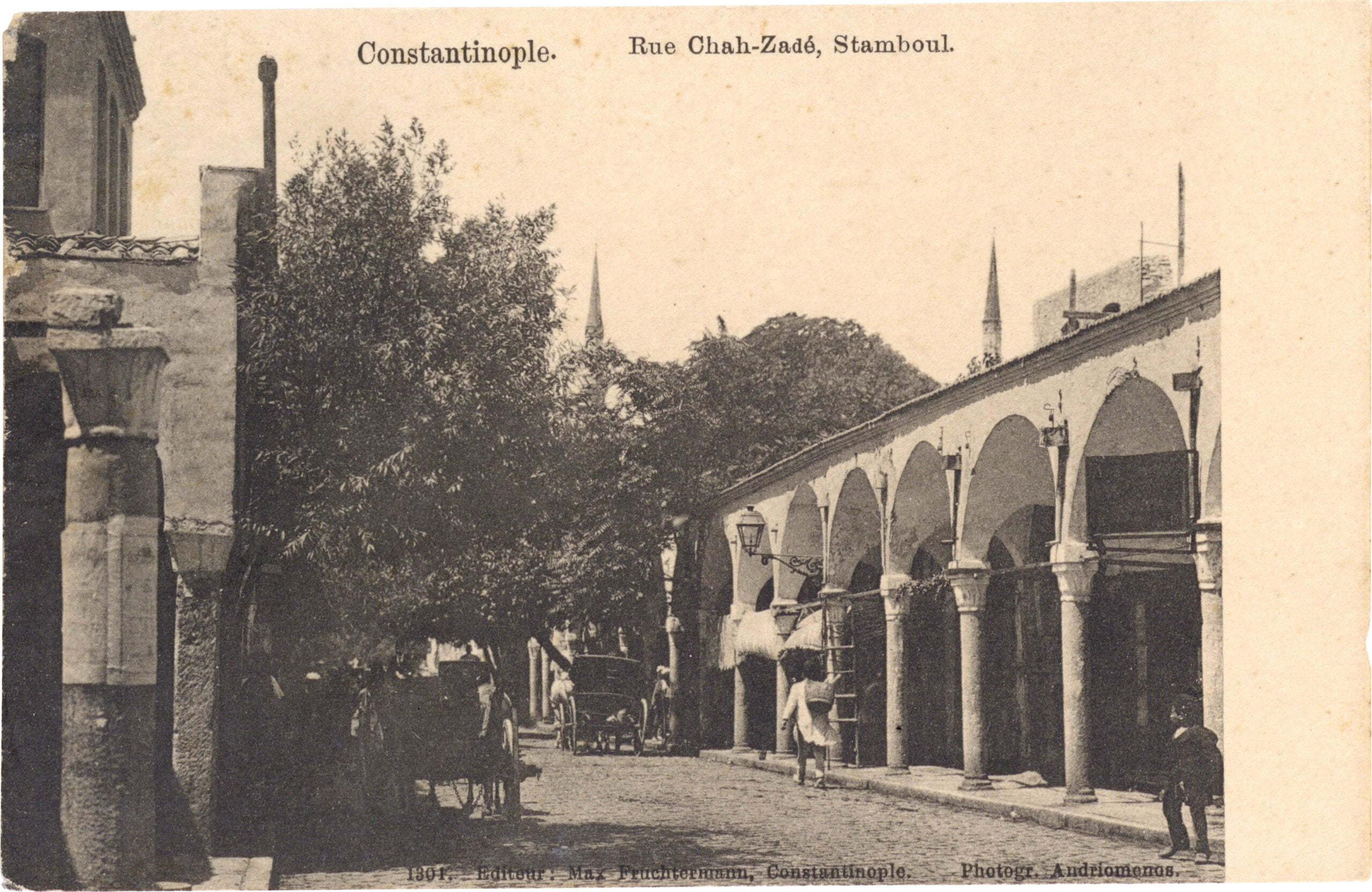
Direklerarasi a Istanbul

Direklerarası ("fra le colonne" in turco) è il nome dato al bazar colonnato e alla strada (oggi Şehzadebaşı caddesi) su cui si trova questo bazar nel distretto di Fatih di Istanbul, che faceva parte del complesso costruito da Nevşehirli Damat İbrahim Pascià nel 1728-1729.
Direklerarası, che svolgeva un ruolo importante nella vita commerciale della città,  nel XIX secolo divenne un punto di incontro soprattutto durante il Ramadan e si sviluppò come centro di attività di intrattenimento, cultura e arte. I primi teatri e cinema della città vennero fondati a Direklerarası. Una piccolissima parte del bazar di Direklerarası è sopravvissuta fino ai giorni nostri.

## Storia
Il bazar di Direklerarası, costruito per generare reddito per il complesso di Damat İbrahim Pascià nel 1729, composto da moschea, madrasa, fontana e cimitero, consisteva in 82 negozi allineati su entrambi i lati di una lunga strada aperta di fronte al complesso. Durante i lavori di allargamento della strada nel XIX secolo, i negozi su un lato della strada vennero demoliti; i negozi sull'altro lato vennero chiamati “Direklerarası” a causa delle colonne che sostenevano gli archi di fronte.
Fino all'abolizione del corpo dei giannizzeri, Direklerarası era la zona di passeggio e di intrattenimento dei giannizzeri; dopo l'abolizione del corpo nel 1826, divenne un punto di incontro e di intrattenimento per il pubblico e gli intellettuali. All'epoca, il principale intrattenimento per gli abitanti di Istanbul era il teatro.   All'inizio, le compagnie teatrali affittavano i negozi nel bazar come case da tè e caffè. Dopo il 1880, sulla strada vennero aperti edifici teatrali e le compagnie teatrali si trasferirono in questi edifici. I più importanti erano il Teatro Ferah e i teatri di Hasan e Şevki Efendi. Direklerarası era anche il centro di intrattenimenti come gli spettacoli tradizionali di Karagöz, di lotta tradizionale (in turco pehlivan) e degli spettacoli di giocolieri.
Dopo gli anni '30, il suo ruolo di centro culturale e di intrattenimento scemò. Esso fu in gran parte demolito durante i lavori di urbanizzazione nel 1958.

## Premi Direklerarası
I Direklerarası Seyirci Ödülleri ("Premi del pubblico Direklerarası") sono premi che vengono assegnati ogni anno dal 2001 ad opere teatrali in Turchia.